# Cristiana Girelli
Cristiana Girelli (Gavardo, Italia 23 de abril de 1990) es una futbolista italiana que juega como delantera en la Juventus de la Serie A de Italia.

## Clubes
| Club         | País   | Año             |
| ------------ | ------ | --------------- |
| ASDCF Verona | Italia | 2005 - 2013     |
| Brescia      | Italia | 2013 - 2018     |
| Juventus     | Italia | 2018 - presente |

## Títulos

### Campeonatos nacionales
| Título             | Club         | País   | Año         |
| ------------------ | ------------ | ------ | ----------- |
| Serie A            | ASDCF Verona | Italia | 2006 - 2007 |
| Serie A            | ASDCF Verona | Italia | 2007 - 2008 |
| Serie A            | ASDCF Verona | Italia | 2008 - 2009 |
| Serie A            | Brescia      | Italia | 2013 - 2014 |
| Serie A            | Brescia      | Italia | 2015 - 2016 |
| Copa Italia        | ASDCF Verona | Italia | 2005 - 2006 |
| Copa Italia        | ASDCF Verona | Italia | 2006 - 2007 |
| Copa Italia        | ASDCF Verona | Italia | 2008 - 2009 |
| Copa Italia        | Brescia      | Italia | 2014 - 2015 |
| Copa Italia        | Brescia      | Italia | 2015 - 2016 |
| Supercopa italiana | ASDCF Verona | Italia | 2005        |
| Supercopa italiana | ASDCF Verona | Italia | 2007        |
| Supercopa italiana | ASDCF Verona | Italia | 2008        |
| Supercopa italiana | Brescia      | Italia | 2014        |
| Supercopa italiana | Brescia      | Italia | 2015        |
| Supercopa italiana | Brescia      | Italia | 2016        |
| Serie A            | Juventus     | Italia | 2018-19     |
| Copa Italia        | Juventus     | Italia | 2018-19     |
| Supercopa italiana | Juventus     | Italia | 2019        |
| Serie A            | Juventus     | Italia | 2019-20     |
| Supercopa italiana | Juventus     | Italia | 2020        |
| Serie A            | Juventus     | Italia | 2020-21     |

### Distinciones individuales
| Distinción                     | Año  |
| ------------------------------ | ---- |
| Jugadora del Año de la Serie A | 2020 |